# Dryaderces
Genre
Dryaderces est un genre d'amphibiens de la famille des Hylidae.

## Répartition
Les deux espèces se rencontrent en Bolivie et au Brésil. 

## Liste des espèces
Selon Amphibian Species of the World (7 juin 2017) :
- Dryaderces inframaculata (Boulenger, 1882)
- Dryaderces pearsoni (Gaige, 1929)

## Publication originale
- Jungfer, Faivovich, Padial, Castroviejo-Fisher, Lyra, Berneck, Iglesias, Kok, MacCulloch, Rodrigues, Verdade, Torres-Gastello, Chaparro, Valdujo, Reichle, Moravec, Gvoždík, Gagliardi-Urrutia, Ernst, De la Riva, Means, Lima, Señaris, Wheeler & Haddad, 2013 : Systematics of spiny-backed treefrogs (Hylidae: Osteocephalus): an Amazonian puzzle. Zoologica Scripta, vol. 42, p. 351–380.